# Eoophyla stepheni
Eoophyla stepheni là một loài bướm đêm trong họ Crambidae.